# Scheune Im Woog 8 (Alzey-Heimersheim)

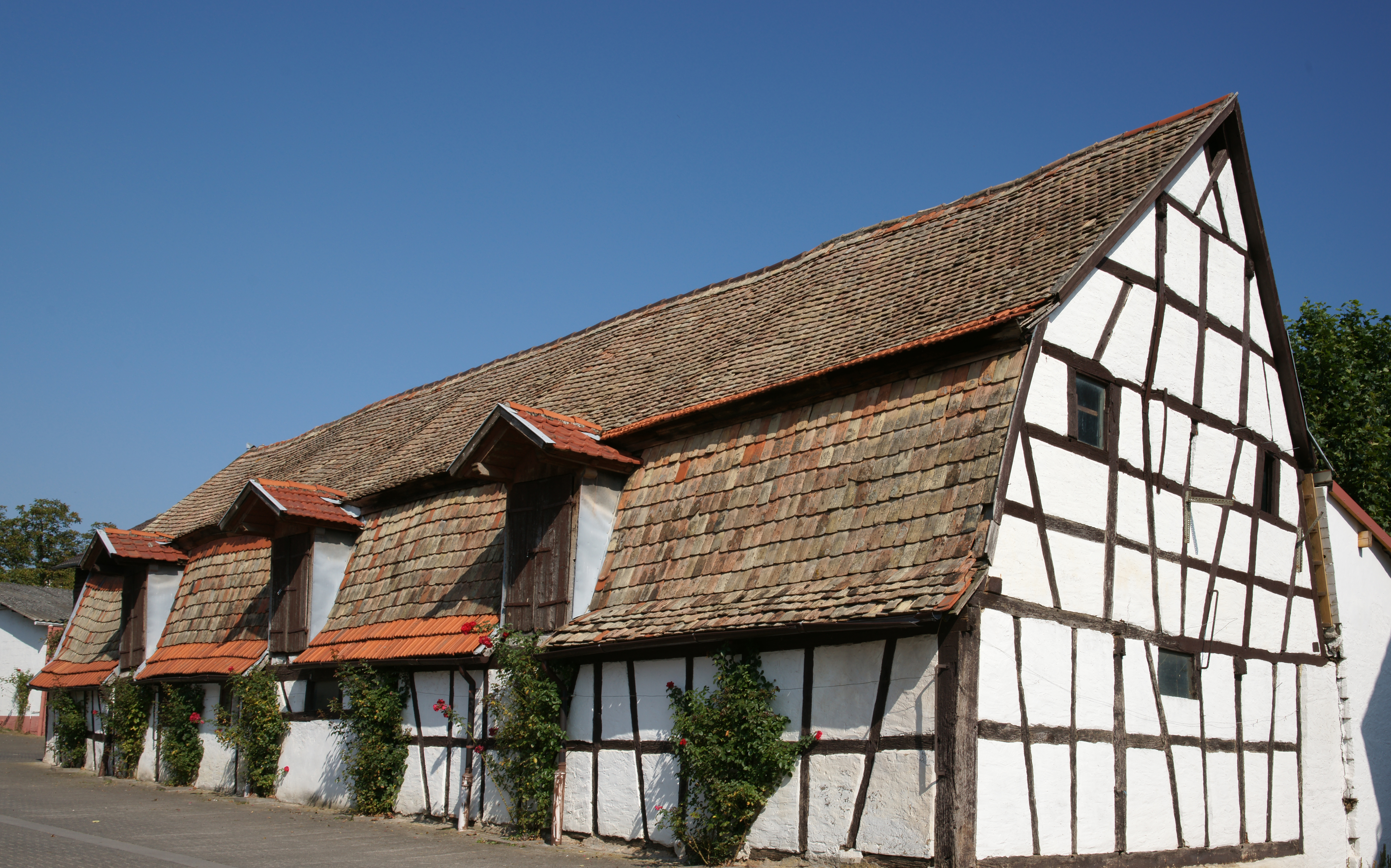
Scheune in Heimersheim

Die Scheune in Heimersheim, einem Stadtteil von Alzey im Landkreis Alzey-Worms in Rheinland-Pfalz, wurde in der zweiten Hälfte des 18. Jahrhunderts errichtet. Die Scheune mit der Adresse Im Woog 8 ist ein geschütztes Kulturdenkmal.
Die langgestreckte barocke Scheune in Fachwerkbauweise hat ein Mansarddach und drei Ladegauben an der Längsseite.